# Богатая Чернещина
Бога́тая Черне́щина (укр. Багата Чернещина) — село,
Багаточернещинский сельский совет,
Красноградский район,
Харьковская область, Украина.
Код КОАТУУ — 6324881001. Население по переписи 2001 года составляет 699 (324/375 м/ж) человек.
Является административным центром Багаточернещинского сельского совета, в который, кроме того, входит село
Малые Бучки.

## Географическое положение
Село Богатая Чернещина находится на правом берегу реки Орель,
выше по течению на расстоянии в 4 км расположено село Великие Бучки,
ниже по течению место впадения реки Богатая и на расстоянии в 2 км расположено село Малые Бучки,
на противоположном берегу — место впадения реки Богатенькая и село Панасовка (Днепропетровская область).
Параллельно реке Орель проходит Канал Днепр — Донбасс.

## История
- 1756 — дата основания.

## Экономика
- КСП «Санрайз».
- КСП "Колосок"

## Объекты социальной сферы
- Школа.
- Больница.

## Достопримечательности
- Братская могила советских воинов и памятный знак воинам-односельчанам. Похоронено 4 воина.

## Карты
- Топографическая карта 1:100 000 (недоступная ссылка — история).
- Карта Викимапия Архивировано 25 августа 2011 года.